# Jose Hontiveros
Jose M. Hontiveros (Tangalan, 19 maart 1889 - 21 mei 1954) was een Filipijns advocaat, politicus en rechter.

## Biografie
Jose Hontiveros werd geboren op 19 maart 1889 in Tangalan in de Filipijnse provincie Capiz. Zijn ouders waren Leon Hontiveros en Genoveva Miraflore. Hontiveros behaalde in 1911 als valedictorian zijn bachelor-diploma rechten aan de University of Santo Tomas. Hetzelfde jaar slaagde hij tevens met de hoogste score van zijn jaar voor het toelatingsexamen van de Filipijnse balie. Nadien was hij werkzaam als advocaat. Van 1919 tot 1924 was hij partner van het kantoor Montinola & Hontiveros en later van het kantoor Hontiveros, Abeto & Tirol.
In 1913 werd Hontiveros benoemd tot vrederechter in Capiz, het tegenwoordige Roxas. Aansluitend op zijn termijn als vredesrecher was hij van 1916 tot 1919 gouverneur van de provincie Capiz. Van 1922 tot 1928 was Hontiveros lid van de Filipijnse Senaat namens het zevende senaatsdistrict. Kort na zijn termijn in de Senaat werd hij in 1929 benoemd tot Auxiliary Judge (vervangende rechter) van de Court of First Instance van het 19e gerechtsdistrict. In 1931 volgde een benoeming tot rechter van diezelfde rechtbank. Twee jaar later werd hij rechter van het de Court of First Instance van het 22e district. Een positie die hij bekleedde tot het jaar erop. In 1934 was hij tevens afgevaardigden op het Constitutionele Conventie namens het 3e district van Capiz, waar de basis werd gelegd voor de Filipijnse Grondwet van 1935. In 1936 werd Hontiveros benoemd tot rechter van het Hof van beroep. Op 25 juni 1946 volgde een benoeming in het hoogste rechtscollege van de Filipijnen, het Filipijns hooggerechtshof. Deze positie bekleedde hij tot 16 oktober 1947.
Jose Hontiveros overleed in 1954 op 65-jarige leeftijd. Hij was getrouwd met Vicenta Ronda en had tien kinderen: Daisy, Leon, Alejandro, Renato, Eduardo, Juan, Teresita, Benjamin en Ramon. Zijn kleindochter Risa Hontiveros werd ook politicus. Een andere kleindochter Pia Hontiveros werd televisiepresentator.